# Konferencja Episkopatu Kenii
Konferencja Episkopatu Kenii (ang. Kenya Conference of Catholic Bishops, KCCB) – instytucja zrzeszająca biskupów Kościoła katolickiego w Kenii. W tym państwie działa 26 ordynariuszy katolickich (wyłącznie łacińskich).

## Przewodniczący
- arcybiskup Nairobi John Joseph McCarthy CSSp (1969–1970)
- koadiutor arcybiskupa Nairobi, od 1971 arcybiskup Nairobi kard. Maurice Michael Otunga (1970–1976)
- biskup Mombasy John Njenga (1976–1982)
- biskup Nakuru Raphael Ndingi Mwana’a Nzeki (1982–1988)
- arcybiskup Nyeri Nicodemus Kirima (1988–1991)
- arcybiskup Kisumu Zacchaeus Okoth (1991–1997)
- biskup Embu, od 2002 koadiutor arcybiskupa Nyeri John Njue (1997–2003)
- biskup Eldoret Cornelius Kipng’eno Arap Korir (2003–2006)
- koadiutor arcybiskupa Nyeri, od 2007 arcybiskup Nairobi kard. John Njue (2006–2015)
- biskup Homa Bay, od 2018 arcybiskup Kisumu Philip Anyolo (2015 – nadal)

## Wiceprzewodniczący
- biskup Ngong John Oballa Owaa (2015 – nadal)